# Oskorri
 (décembre 2013).
Si vous disposez d'ouvrages ou d'articles de référence ou si vous connaissez des sites web de qualité traitant du thème abordé ici, merci de compléter l'article en donnant les références utiles à sa vérifiabilité et en les liant à la section « Notes et références ».
Oskorri est un groupe de musique folk basque, formé à Bilbao au début des années 1970. Son premier album, publié en 1976, rend hommage aux poèmes de Gabriel Aresti. Son nom signifie « ciel rouge » en basque.

## Biographie
Oskorri est né à l'époque de la transition démocratique espagnole, dans une scène musicale basque dominée par le groupe Ez Dok Amairu. Autant par la langue que par les paroles de leurs premières chansons, ils se singularisent rapidement par leur contenu revendicatif, adouci avec le temps. 
Ils publient leur premier LP en 1975 avec Sony, un disque appelé "Gabriel Arestiren Oroimenez" ("En mémoire de Gabriel Aresti"). Leur deuxième disque, "Mosen Bernat Etxepare", met en musique des poèmes de Bernat Etxepare. Avec les disques suivants se précise leur son caractéristique.
Ils réalisent également des disques thématiques, comme « Hi ere dantzari », consacré aux musiques de danse traditionnelle, « Katuen testamentue », disque pour enfants, ou la série de « The Pub ibiltaria », disques enregistrés en direct et avec la participation du public.
Plusieurs de leur chanson sont devenues très populaires au Pays basque, comme Euskal Herrian Euskaraz ("Au Pays basque en basque"), Aita-semeak ("Le père et le fils") ou Gora ta gora beti (version de la chanson tchèque Škoda lásky).

## Membres

### Membres actuels
- Natxo de Felipe
- Antón Latxa
- Bixente Martínez
- Josu Salbide
- Xabier Zeberio

### Anciens membres
- Fran Lasuen
- Kepa Junkera
- Txarli de Pablo
- Jose Urrejola
- Joserra Fernández
- Gorka Escauriaza
- Iñigo Egia
- Iker Goenaga
- Aitor Gorostiza
- Juan Aguiar

## Discographie
- Gabriel Arestiren Oroimenez (1975)
- Mosen Bernat Etxepare (1977)
- Oskorri (1979)
- Plazarik plaza (1980)
- ...eta Oskorri sortu zen (1981)
- Adio Kattalina (1982)
- Alemanian euskaraz (1984)
- Hau hermosurie (1984)
- In fraganti (1986)
- Hamabost urte... eta gero hau (1987)
- Datorrena datorrela (1989)
- Hi ere dantzari (1991)
- Badok hamairu (1992)
- Landalan (1992)
- 25 kantu-urte (1996)
- Ura (2000)
- Vizcayatik... Bizkaiara (2001)
- Desertore (2003)
- Banda Band (2007)
- Dantza kontra dantza (2011)

### Disques de musiques pour enfants
- Katuen testamentue
- Marijane kanta zan
- Doktor Do Re Mi

### Disques de chansons traditionnelles avec la participation du public
- The Pub Ibiltaria (13 discos)
- Iparragirre